# André Joubert
André Johan Joubert (Ladysmith, 15 aprile 1964) è un ex rugbista a 15 sudafricano, estremo campione del mondo nel 1995 con gli Springbok.

## Biografia
Al Free State dal 1986, esordì in Nazionale sudafricana nel 1989 contro una selezione internazionale (World XV) a Johannesburg; quello fu il suo unico incontro per gli Springbok per circa quattro anni.
Militò nel campionato italiano 1990-91 nelle file dell'Amatori Catania poi, tornato in patria, si trasferì ai Natal Sharks, per i quali scese in campo 89 volte in Currie Cup fino al 1999.
Prese parte alla Coppa del Mondo di rugby 1995 con 5 incontri compresa la finale, vinta, contro la Nuova Zelanda; disputò, fino al 1997, 34 incontri internazionali, con 10 mete e 115 punti totali.
Ritiratosi nel 1999, vanta anche diversi inviti nei Barbarians, l'ultimo dei quali a fine carriera.

## Palmarès
- Coppe del mondo: 1
Sudafrica: 1995